# جاهل و رقاصه
جاهل و رقاصه فیلمی به کارگردانی رضا صفایی و نویسندگی حبیب‌الله کسمایی محصول سال ۱۳۵۵ است.

## خلاصه داستان
پهلوان صادقي، در بستر مرگ، آقامرتضي را به بالينش مي طلبد و از او مي خواهد كه مراقب دخترش شيرين باشد. آقامرتضي، كه گرفتار كسب و كار و رسيدگي به همسر و دخترش مريم است از شاگردش نعمت مي خواهد كه چند روزي رفت و آمد هاي شيرين را زير نظر بگيرد. شيرين، كه متوجه حساسيت آنها شده، وانمود مي كند كه پرستار بيمارستان است. چندي بعدي پهلوان صادق مي ميرد، و مرتضي شيرين را در كاباره اي در حال رقص و آواز مي بيند، و او را ترك مي كند. دختر درصدد تلافي درمي آيد و احساس مرتضي را نسبت به خود برمي انگيزد. مرتضي مدتي را با شيرين مي گذراند، تا اينكه احساس مي كند شيرين به خواننده اي جوان علاقمند است. ابتدا درصدد كشتن آنها برمي آيد، اما براي جلوگيري از متلاشي شدن كانون خانوادگي اش آن دو را به حال خود رها مي كند و نزد همسرش باز مي گردد.

## بازیگران
- بهمن مفید  در نقش مرتضی
- روشنک صدر در نقش شیرین
- علی میری در نقش نعمت
- اکبر جنتی شیرازی
- ملیحه نصیری
- اسماعیل شیرازی